# Tour de Flandes 2015
La 99.ª edición del Tour de Flandes, fue una clásica ciclista que se disputó el domingo 5 de abril de 2015 sobre un recorrido de 264,2 km entre Brujas y Oudenaarde.
Fue el 2.º monumento de la temporada ciclística y forma parte del UCI WorldTour 2015, siendo la octava carrera del calendario de máxima categoría mundial.
El ganador ha sido el ciclista noruego Alexander Kristoff, con segundo lugar de Niki Terpstra y tercero Greg Van Avermaet.

## Equipos participantes
Tomaron parte en la carrera 25 equipos: los 17 UCI ProTeam (al tener asegurada y ser obligatoria su participación), más 8 equipos Profesionales Continentales invitados por la organización.
Esta edición contó con la ausencia de destacados ciclistas con aspiraciones a ganar la carrera, como Fabian Cancellara y Tom Boonen, ambos por estar recuperándose de lesiones. Todos los equipos estuvieron formados por 8 ciclistas (excepto Cofidis que lo hizo con 7), llegando al final 133 corredores.
| Equipo                      | Cód. UCI | Categoría               |
| --------------------------- | -------- | ----------------------- |
| AG2R La Mondiale            | ALM      | UCI ProTeam             |
| Astana Pro Team             | AST      | UCI ProTeam             |
| BMC Racing Team             | BMC      | UCI ProTeam             |
| Etixx-Quick Step            | EQS      | UCI ProTeam             |
| FDJ                         | FDJ      | UCI ProTeam             |
| IAM Cycling                 | IAM      | UCI ProTeam             |
| Team Katusha                | KAT      | UCI ProTeam             |
| Lampre-Merida               | LAM      | UCI ProTeam             |
| Lotto-Soudal                | LTS      | UCI ProTeam             |
| Movistar Team               | MOV      | UCI ProTeam             |
| Orica GreenEDGE             | OGE      | UCI ProTeam             |
| Team Sky                    | SKY      | UCI ProTeam             |
| Team Cannondale-Garmin      | TCG      | UCI ProTeam             |
| Tinkoff-Saxo                | TCS      | UCI ProTeam             |
| Trek Factory Racing         | TFR      | UCI ProTeam             |
| Team Giant-Alpecin          | TGA      | UCI ProTeam             |
| Team Lotto NL-Jumbo         | TLJ      | UCI ProTeam             |
| Androni Giocattoli          | AND      | Profesional Continental |
| Bora-Argon 18               | BOA      | Profesional Continental |
| Cofidis, Solutions Crédits  | COF      | Profesional Continental |
| MTN Qhubeka                 | MTN      | Profesional Continental |
| Team Europcar               | EUC      | Profesional Continental |
| Roompot Oranje Peloton      | TNN      | Profesional Continental |
| Topsport Vlaanderen-Baloise | TSV      | Profesional Continental |
| Wanty-Groupe Gobert         | WGG      | Profesional Continental |

## Recorrido
La competición comenzó en Brujas y se dirigió hacia el sur y en los alrededores de Oudenaarde haciendo un recorrido que contó con 19 muros, dos más que el año anterior. Además tuvo 6 tramos de pavé, sumando poco más de 10 kilómetros.
| Muros  | Muros           | Muros | Muros   | Muros               | Muros           | Muros            |
| Número | Nombre          | km    | Tipo    | Longitud (m)        | Pendiente media | Pendiente máxima |
| ------ | --------------- | ----- | ------- | ------------------- | --------------- | ---------------- |
| 1      | Tiegemberg      | 87,2  | pavé    | 750                 | 5,6 %           | 9%               |
| 2      | Oude Kwaremont  | 112,2 | asfalto | 2200 (1500 de pavé) | 4 %             | 11,6 %           |
| 3      | Kortekeer       | 122,5 | asfalto | 1000                | 6,4 %           | 17,1 %           |
| 4      | Eikenberg       | 130   | pavé    | 1200                | 5,2 %           | 10 %             |
| 5      | Wolvenberg      | 133,1 | asfalto | 645                 | 7,9 %           | 17,3 %           |
| 6      | Molenberg       | 145,8 | asfalto | 460 (300 de pavé)   | 7 %             | 14,2 %           |
| 7      | Leberg          | 166,3 | asfalto | 950                 | 4,2 %           | 13,8 %           |
| 8      | Berendries      | 170,4 | asfalto | 940                 | 7%              | 12,3 %           |
| 9      | Valkenberg      | 175,7 | asfalto | 540                 | 8,1             | 12,8 %           |
| 10     | Kaperij         | 186,3 | asfalto | 1000                | 5,5 %           | 9 %              |
| 11     | Kanarieberg     | 193,7 | asfalto | 1000                | 7,7 %           | 14 %             |
| 12     | Oude Kwaremont  | 209,6 | asfalto | 2200 (1500 de pavé) | 4 %             | 11,6 %           |
| 13     | Paterberg       | 213   | pavé    | 360                 | 12,9 %          | 20,3 %           |
| 14     | Koppenberg      | 219,6 | pavé    | 600                 | 11,6 %          | 22 %             |
| 15     | Steenbeekdries  | 225   | asfalto | 700                 | 5,3 %           | 6,7 %            |
| 16     | Taaienberg      | 227,5 | pavé    | 530                 | 6,6 %           | 15,8 %           |
| 17     | Kruisber/Hotond | 237,7 | asfalto | 2500 (450 de pavé)  | 5 %             | 9 %              |
| 18     | Oude Kwaremont  | 247,5 | pavé    | 2200 (1500 de pavé) | 4 %             | 11,6 %           |
| 19     | Paterberg       | 251   | pavé    | 360                 | 12,9 %          | 20,3 %           |

| 1 | Ruitersstraat    | 133,2 | 800  |
| 2 | Kerkgate         | 136,5 | 2650 |
| 3 | Holleweg         | 139,1 | 350  |
| 4 | Paddestraat      | 150,8 | 2300 |
| 5 | Haaghoek         | 163,3 | 2000 |
| 6 | Mariaborrestraat | 223,7 | 2000 |

## UCI World Tour
El Tour de Flandes otorgó puntos para el UCI WorldTour 2015, solamente para corredores de equipos UCI ProTeam. La siguiente tabla corresponde al baremo de puntuación:
| Posición   | 1º  | 2º | 3º | 4º | 5º | 6º | 7º | 8º | 9º | 10º |
| Puntuación | 100 | 80 | 70 | 60 | 50 | 40 | 30 | 20 | 10 | 4   |

## Clasificación final
| Posición | Ciclista           | Equipo           | Tiempo          | Puntos UCI |
| -------- | ------------------ | ---------------- | --------------- | ---------- |
| 1.º      | Alexander Kristoff | Team Katusha     | 6 h 26 min 32 s | 100        |
| 2.º      | Niki Terpstra      | Etixx-Quick Step | m.t.            | 80         |
| 3.º      | Greg Van Avermaet  | BMC              | a 7 s           | 70         |
| 4.º      | Peter Sagan        | Tinkoff-Saxo     | a 16 s          | 60         |
| 5.º      | Tiesj Benoot       | Lotto Soudal     | a 36 s          | 50         |
| 6.º      | Lars Boom          | Astana           | m.t.            | 40         |
| 7.º      | John Degenkolb     | Giant-Alpecin    | a 49 s          | 30         |
| 8.º      | Jürgen Roelandts   | Lotto Soudal     | m.t.            | 20         |
| 9.º      | Zdeněk Štybar      | Etixx-Quick Step | m.t.            | 10         |
| 10.º     | Martin Elmiger     | IAM Cycling      | m.t.            | 4          |

| 11.º | Daniel Oss        | BMC                 | m.t.         |
| 12.º | Filippo Pozzato   | Lampre-Merida       | m.t.         |
| 13.º | Stijn Devolder    | Trek Factory Racing | m.t.         |
| 14.º | Geraint Thomas    | Sky                 | m.t.         |
| 15.º | André Greipel     | Lotto Soudal        | a 2 min 28 s |
| 16.º | Marcus Burghardt  | BMC                 | m.t.         |
| 17.º | Laurens de Vreese | Astana              | m.t.         |
| 18.º | Marco Marcato     | Wanty-Groupe Gobert | m.t.         |
| 19.º | Jens Keukeleire   | Orica GreenEDGE     | m.t.         |
| 20.º | Nélson Oliveira   | Lampre-Merida       | a 2 min 34 s |